# 志布志中継局
志布志中継局（しぶしちゅうけいきょく）は、鹿児島県志布志市の陣岳中腹（志布志市志布志町帖字南ヶ迫8683-1）にあるテレビ放送の中継局。本項では同一地点にあるコミュニティFM局の志布志コミュニティ放送（FM志布志）の送信所についても記載する。

## 概要
志布志市（特に旧志布志町）をはじめとする曽於南部（志布志市と大崎町）を中心とした放送エリアをもつ。曽於市大隅町や鹿屋市輝北町、遠くは霧島市福山町牧之原など末吉中継局や鹿屋中継局、鹿児島親局からの受信状態が悪い一部地域でも遠距離受信されている。東串良町や肝付町（旧高山町）の一部地域では鰐塚山からの電波とともに受信される。
宮崎県との県境に程近い場所に設置されているが、極力鹿児島県外に電波が漏れないようにされている。反対に、西方面は肝属平野となり障害となる山がほとんどないため、30キロメートル以上離れた鹿屋市街地でも受信することができる。
FM志布志は志布志市のみを放送対象地域とするため、上記の要因によりスピルオーバーが過剰となり、FM志布志側と九州総合通信局側との調整が難航した。このためおおすみFMネットワーク内の3局（FM志布志とFMかのやとFMきもつき）は当初3局同時に開局する予定であったのを、FM志布志のみ2か月遅らせることとなった。

## 送信設備

### デジタルテレビ放送
| リモコン キーID | 放送局名             | 物理 チャンネル | 空中線 電力 | ERP | 放送対象地域 | 放送区域 内世帯数 |
| --------------- | -------------------- | --------------- | ----------- | --- | ------------ | ----------------- |
| 1               | MBC 南日本放送       | 20              | 10W         | 28W | 鹿児島県     | 16,838世帯        |
| 2               | NHK 鹿児島教育       | 18              | 10W         | 31W | 全国         | 16,838世帯        |
| 3               | NHK 鹿児島総合       | 23              | 10W         | 31W | 鹿児島県     | 16,838世帯        |
| 4               | KYT 鹿児島讀賣テレビ | 45              | 10W         | 27W | 鹿児島県     | 16,838世帯        |
| 5               | KKB 鹿児島放送       | 39              | 10W         | 27W | 鹿児島県     | 16,838世帯        |
| 8               | KTS 鹿児島テレビ放送 | 21              | 10W         | 28W | 鹿児島県     | 16,838世帯        |

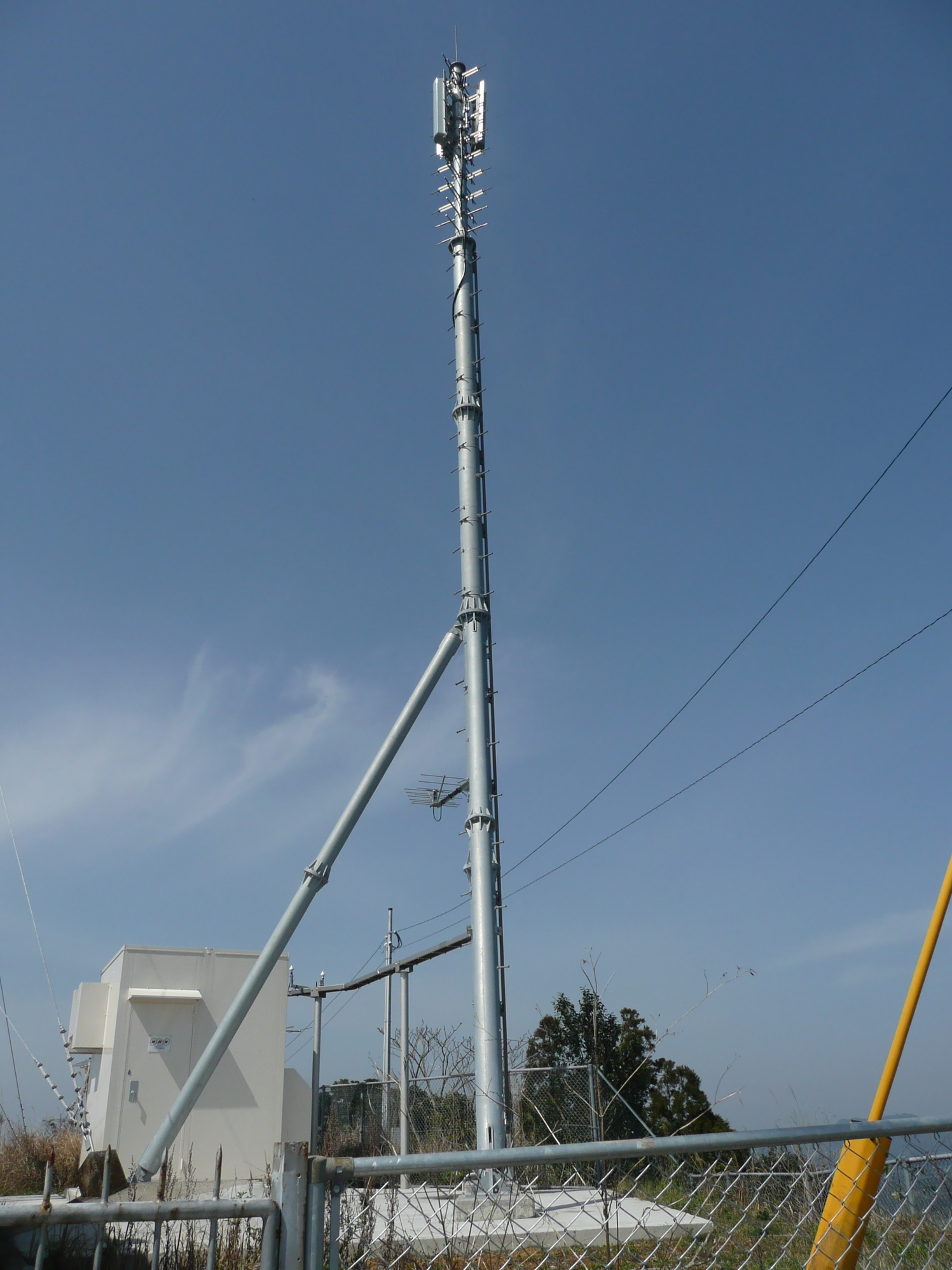
NHKのデジタル中継局

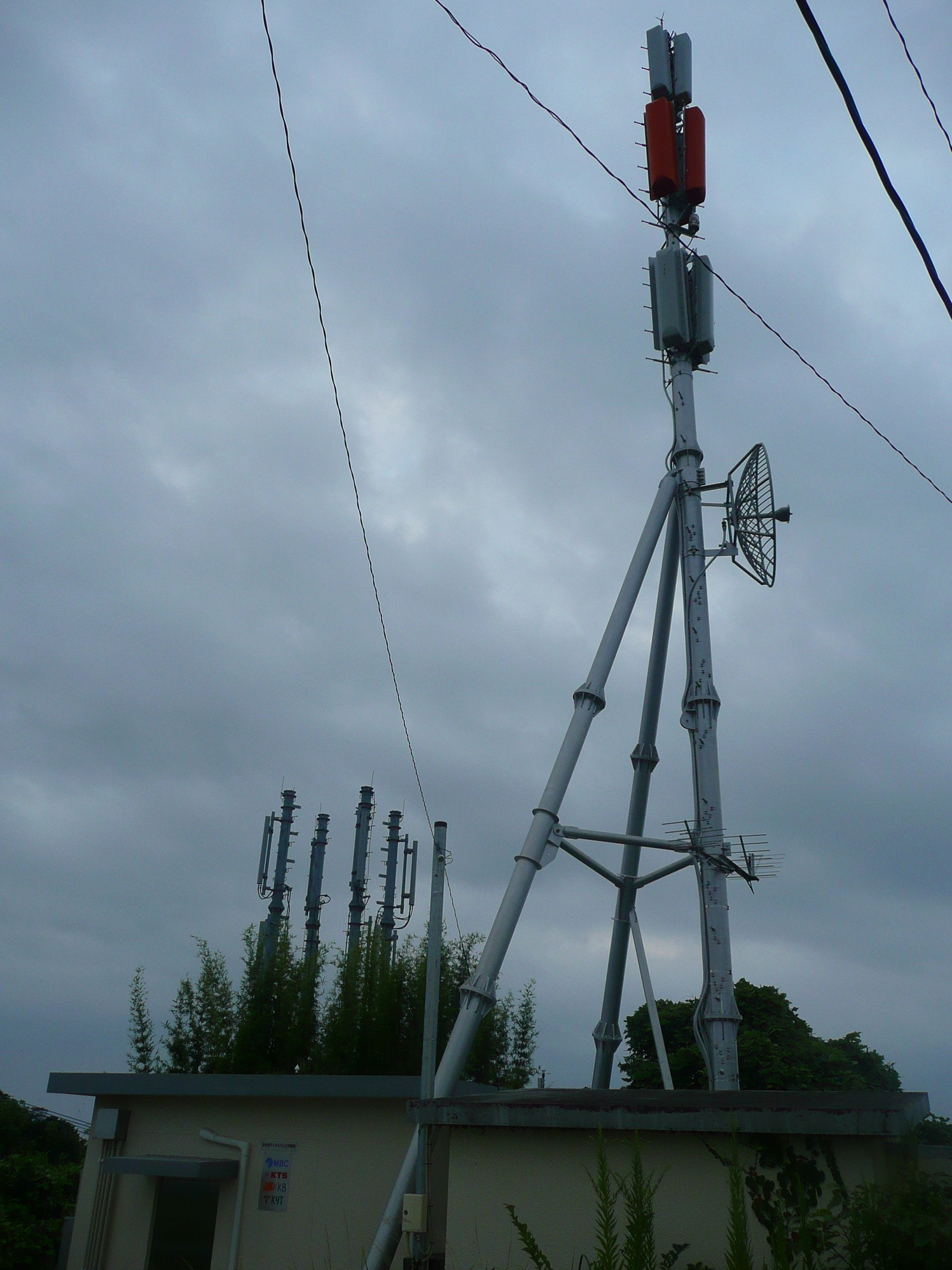
民放局のデジタル中継局

- 2008年6月26日に予備免許が交付され、同年7月15日から試験放送を開始。8月4日に本免許が交付され、11日から本放送を開始した。NHKの送信所と民放4社の送信所の2か所に分かれている。

### アナログテレビ放送
| チャンネル | 放送局名             | 空中線 電力       | ERP               | 放送対象地域 | 放送区域 内世帯数 | 運用開始日     |
| ---------- | -------------------- | ----------------- | ----------------- | ------------ | ----------------- | -------------- |
| 27         | KYT 鹿児島讀賣テレビ | 映像100W /音声25W | 映像300W /音声75W | 鹿児島県     | -                 | -              |
| 51         | KKB 鹿児島放送       | 映像100W /音声25W | 映像320W /音声79W | 鹿児島県     | -                 | 1982年 11月1日 |
| 53         | KTS 鹿児島テレビ放送 | 映像100W /音声25W | 映像300W /音声74W | 鹿児島県     | -                 | 1971年 4月7日  |
| 55         | NHK 鹿児島教育       | 映像100W /音声25W | 映像320W /音声79W | 全国         | -                 | 1966年 3月26日 |
| 58         | NHK 鹿児島総合       | 映像100W /音声25W | 映像320W /音声79W | 鹿児島県     | -                 | 1966年 3月26日 |
| 61         | MBC 南日本放送       | 映像100W /音声25W | 映像310W /音声77W | 鹿児島県     | -                 | -              |

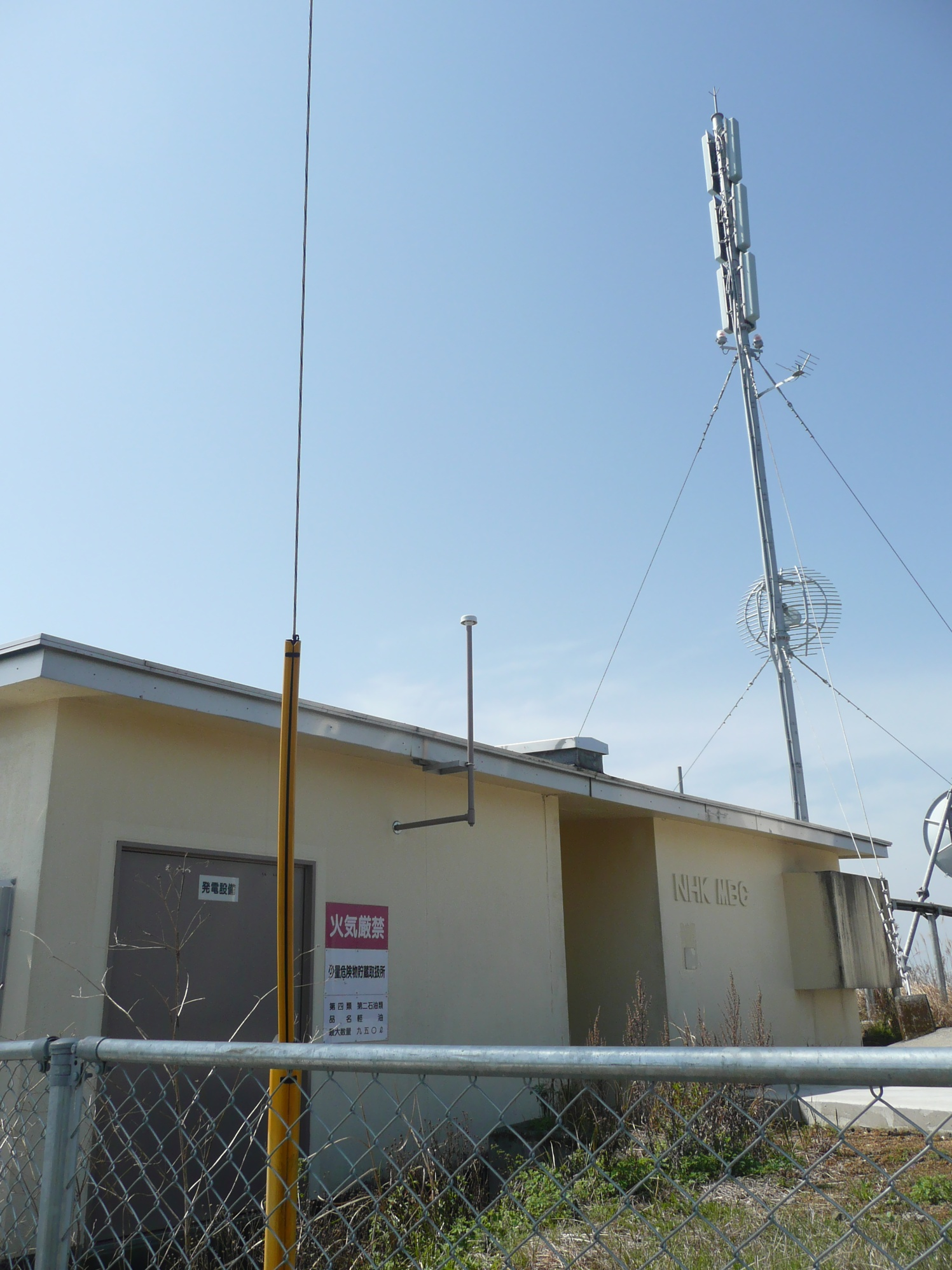
NHKとMBCのアナログ中継局

- 2011年7月24日をもってすべて廃止された。

### FMラジオ放送
| 周波数 （MHz） | 放送局名                             | コールサイン | 空中線 電力 | ERP | 放送対象地域 | 放送区域 内世帯数 |
| -------------- | ------------------------------------ | ------------ | ----------- | --- | ------------ | ----------------- |
| 78.1           | 志布志 コミュニティ放送 （FM志布志） | JOZZ0BA-FM   | 10W         | 10W | 志布志市     | 不明              |

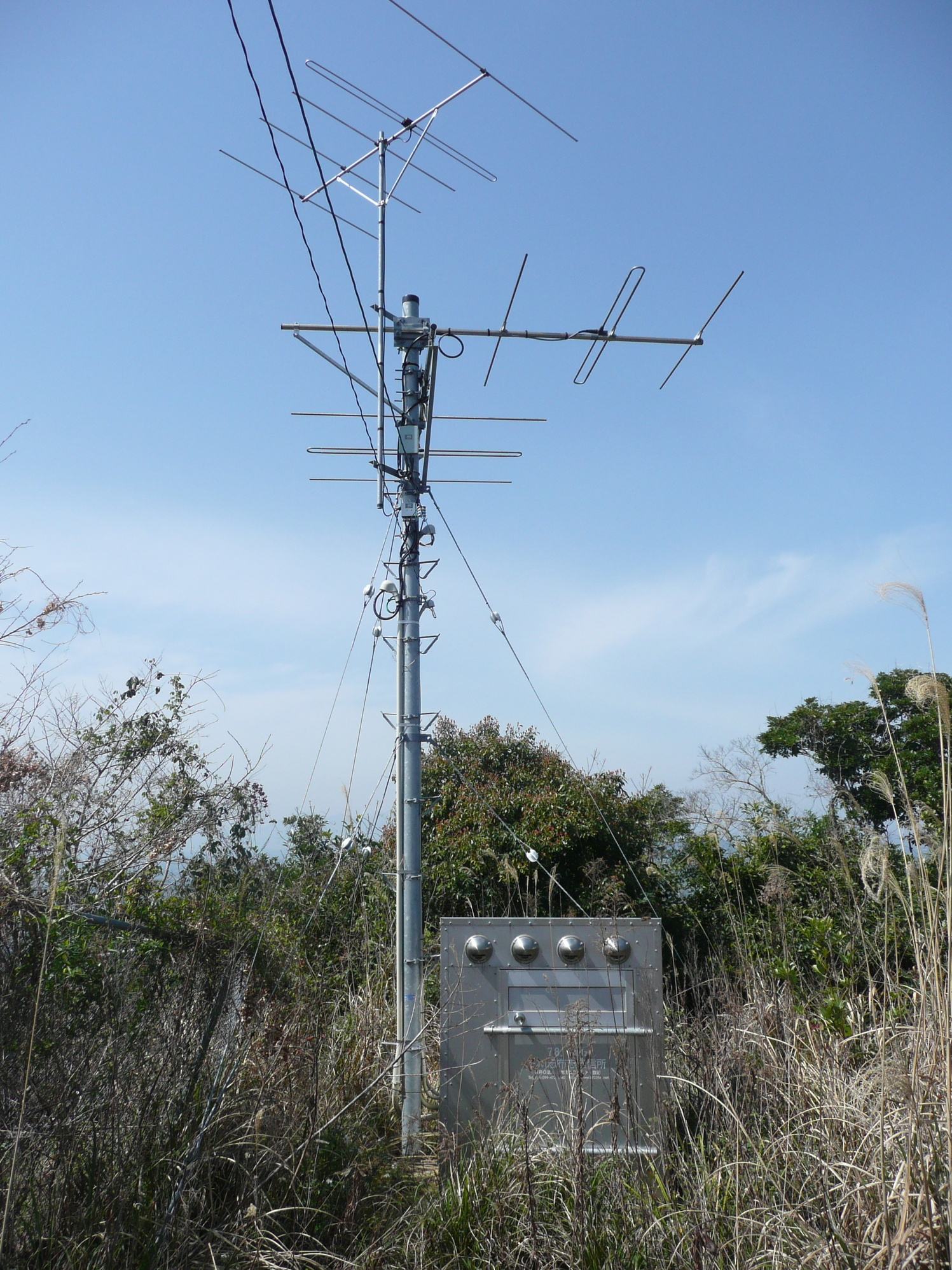
FM志布志送信所（2009年3月）

- 2006年9月4日に予備免許、10月10日に本免許が交付され、10月13日の13時に本放送を開始した。
- 開局当時は空中線電力20W、ERP48Wで送信していたが、2009年7月に志布志市松山町に2Wの中継局を設置してからは出力を10Wに減力した。送信所画像は中継局設置以前のものである。